# Kirsten Olson
Kirsten Olson, född 20 oktober 1991 i Minnesota, är en amerikansk konståkare och skådespelare.

## Filmografi
- 2005 - Isprinsessan